# Vagant

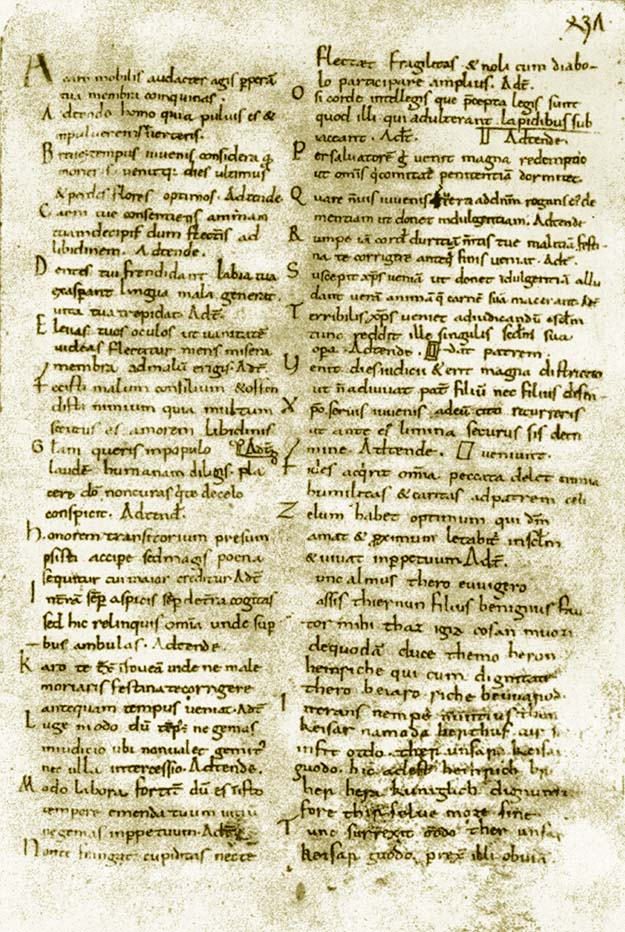
Carmina Cantabrigiensia (Rukopis, 11. stol.)

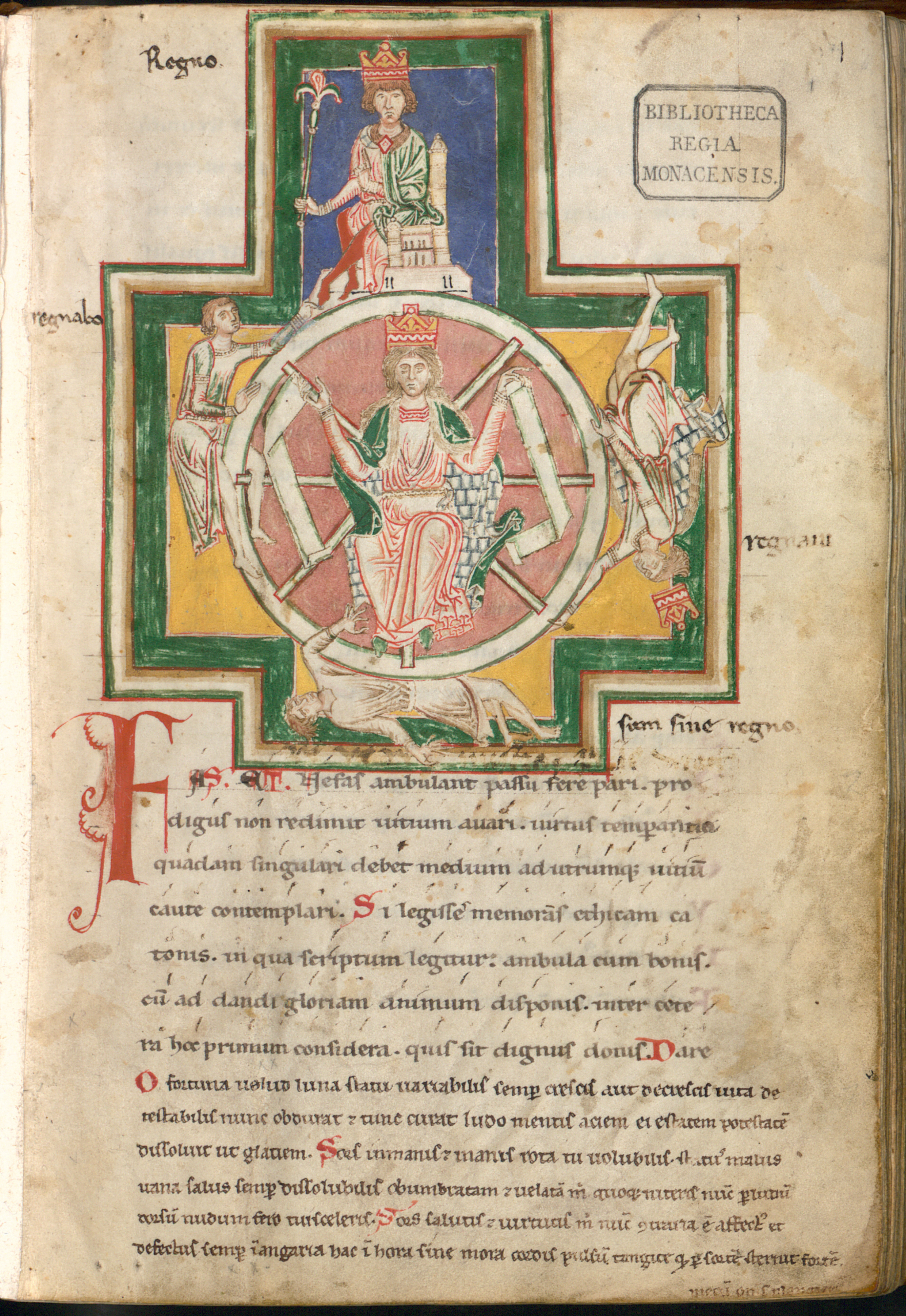
Kolo Štěstěny (Carmina Burana, kolem 1230)

Vagant (z lat. vagare, toulat se, potulovat) znamená původně tuláka, člověka, který neměl trvalé sídlo, což bylo ve středověku výjimečné. Vaganti byli většinou clerici vagantes, studenti nebo klerici, kteří se toulali světem a čas od času někde učili nebo vypomáhali.

## Vagantská poezie
Mnozí vaganti se živili recitováním básní a zpěvem při svatbách a slavnostech.
Tak vznikla tak zvaná vagantská poezie, milostné, pijácké, posměšné i oslavné básně, většinou v latině, ale i v národních jazycích, ve čtyřverších s párovým rýmem. Nejslavnější zachované sbírky vagantské poezie jsou Carmina Cantabrigiensia (Cambridgeské básně) patrně porýnského původu z 11.-12. století a Carmina Burana (Beuronské básně) z bavorského kláštera Beuron z počátku 13. století. Carmina burana proslavil německý skladatel Carl Orff, který je zhudebnil. V české literatuře je obdobou vagantské poezie například Mastičkář, divadelní hra ze 14. století.